# Катастрофа MD-83 у Малі
Авіакатастрофа McDonnell Douglas MD-83 трапилася 24 липня 2014 року, коли авіакомпанія Air Algérie заявила, що втратила зв'язок з літаком. За повідомленнями, літак перестав виходити на зв'язок через 50 хвилин після зльоту. Пізніше уламки літака знайшли на території Малі.
На борту MD-83, який здійснював регулярний пасажирський рейс AH5017, перебувало 110 пасажирів та 6 членів екіпажу.

## Жертви
| Країна          | Осіб |
| --------------- | ---- |
| Алжир           | 6    |
| Бельгія         | 1    |
| Буркіна-Фасо    | 28   |
| Камерун         | 1    |
| Канада          | 5    |
| Єгипет          | 1    |
| Франція         | 52   |
| Німеччина       | 4    |
| Ліван           | 6    |
| Люксембург      | 2    |
| Малі            | 1    |
| Нігерія         | 1    |
| Іспанія         | 6    |
| Швейцарія       | 1    |
| Велика Британія | 1    |
| Всього          | 116  |